# 2036年8月21日日食
2036年8月21日日食是一次日偏食，發生於2036年8月21日（俄羅斯東北部大多為8月22日）。新月當天（即朔日），地球上觀測到月球和太阳的角距離極小，此時月球如果恰好在月球交點附近，穿過太阳和地球之間，與地球、太阳接近一直線，則會出現日食。由於月球偏北或偏南，本影及偽本影從地球以北或以南經過而未接觸地表，只有半影覆蓋了地球北端或南端部分區域，形成日偏食。此次日偏食月球偏北，出現在北美洲北部、歐洲大部、非洲西北部、俄羅斯北部。
本次日食距上一次日食，2036年7月23日僅1個月。

此次日偏食過程中月影在地表移動的動畫

## 日食概況

### 出現區域
本次日偏食可在美国阿拉斯加州除阿留申群島中西部以外的絕大部分、加拿大除南部邊境外的絕大部分、美國緬因州中北部、聖皮埃爾和密克隆、格陵蘭、歐洲除東歐中東部和南歐東部以外的大部分、北非西部、西非西北部、俄羅斯北部看到。依時區不同，歐洲、非洲、北美洲大多在8月21日看到日食，俄羅斯東北部大多在8月22日看到日食，而亞歐兩洲交界處附近北冰洋沿岸等處於極晝的部分地區日食從8月21日深夜持續到8月22日凌晨。

### 基本參數
- 類型：日偏食
- 食分最大處（位於俄羅斯新地島以西約170公里的巴倫支海）資料：
  - 時間：2036年8月21日17:24:23.5
  - 地點：71°06′N 47°00′E / 71.1°N 47.0°E[3]
  - 食分：0.8623（日食帶內最大）[4]

## 相關的日食

### 2033-2036年的日食
月球交替位於相對的月球交點時，以半個交點年（食年），即約177天又4小時間隔出現下列日食。
| 日食列表  |           |           |           |           |           |           |           |           |           |           |           |
| 1997-2000 | 2000-2003 | 2004-2007 | 2008-2011 | 2011-2014 | 2015-2018 | 2018-2021 | 2022-2025 | 2026-2029 | 2029-2032 | 2033-2036 | 2036-2039 |

| 降交點                                          | 降交點                   |          | 升交點                   | 升交點 |
| 沙羅周期                                        | 地圖                     | 沙羅周期 | 地圖                     |        |
| 120                                             | 2033年3月30日 全食       | 125      | 2033年9月23日 偏食（南） |        |
| 130                                             | 2034年3月20日 全食       | 136      | 2034年9月12日 環食       |        |
| 140                                             | 2035年3月9日 環食        | 145      | 2035年9月2日 全食        |        |
| 150                                             | 2036年2月27日 偏食（南） | 155      | 2036年8月21日 偏食（北） |        |
| 註：2036年7月23日的日偏食屬於下一組交點年系列。 |                          |          |                          |        |

### 沙羅周期
沙羅周期長度為18年11天。本次日食屬於沙羅周期155，共包含71次日食，依次為1928年6月17日至2054年9月2日的8次日偏食、2072年9月12日至2649年8月30日的33次日全食、2667年9月10日至2703年10月3日的3次全環食（亦稱混合食）、2721年10月13日至3064年5月8日的20次日環食、3082年5月20日至3190年7月24日的7次日偏食，總共歷時1262.11年。其中最長的全食發生於2162年11月7日，共持續4分5秒。
下表列舉了20、21世紀屬於該周期的日食，是第1至10次：
| 1             | 2             | 3             |
| ------------- | ------------- | ------------- |
| 1928年6月17日 | 1946年6月29日 | 1964年7月9日  |
| 4             | 5             | 6             |
| 1982年7月20日 | 2000年7月31日 | 2018年8月11日 |
| 7             | 8             | 9             |
| 2036年8月21日 | 2054年9月2日  | 2072年9月12日 |
| 10            |               |               |
| 2090年9月23日 |               |               |

## 資料來源
1. ↑  樊忠玉. . 中国天文科普网.   [2018-02-08]. （原始内容存档于2014-09-17）.
2. ↑  Fred Espenak. . NASA Eclipse Web Site.   [2018-02-08]. （原始内容存档于2020-10-28）.（英文）
3. ↑  Fred Espenak. . NASA Eclipse Web Site.   [2018-02-08]. （原始内容存档于2020-10-21）.（英文）
4. ↑  Fred Espenak. . NASA Eclipse Web Site.   [2018-02-08]. （原始内容存档于2016-03-08）.（英文）
5. ↑  Fred Espenak. . NASA Eclipse Web Site.（英文）

## 外部連結
- NASA日食專頁（页面存档备份，存于）（英文）
- 可見區域圖和時間統計：由弗雷德·埃斯佩納克做出的日食預報，NASA/GSFC
  - 貝塞爾元素

| \| \| 日食 \|                             |                              |                                           |
| 上一次日食： 2036年7月23日日食 （日偏食） | 2036年8月21日日食 （日偏食） | 下一次日食： 2037年1月16日日食 （日偏食） |
| 上一次日偏食： 2036年7月23日日食          | 2036年8月21日日食 （日偏食） | 下一次日偏食： 2037年1月16日日食          |
|                                           | 日食                         |                                           |